# Mỹ Lộc, Ninh Bình
Mỹ Lộc là một phường thuộc tỉnh Ninh Bình, Việt Nam.

## Địa lý
Phường Mỹ Lộc nằm cách phường Hoa Lư - trung tâm tỉnh lỵ Ninh Bình 28 km về phía Bắc, có vị trí địa lý:
- Phía đông giáp phường Đông A.
- Phía nam giáp phường Thành Nam.
- Phía tây và tây nam giáp xã Hiển Khánh và xã Minh Tân.
- Phía bắc giáp xã Bình An và xã Bình Giang.

Phường Mỹ Lộc	có diện tích:	35,54	km², 	dân số:	38.068	người, mật độ dân số: 	1071	người/km². 	Đây là đơn vị có diện tích xếp thứ:	23	, số dân xếp thứ: 	31	và mật độ dân số xếp thứ: 	76	trong số 129 xã, phường ở Ninh Bình.
Phường này nằm trên Quốc lộ 21, 21B.

## Lịch sử
Theo Nghị quyết số 1674/NQ-UBTVQH15 ngày 16/6/2025 về sắp xếp các đơn vị hành chính cấp xã của tỉnh Ninh Bình năm 2025, Sắp xếp toàn bộ diện tích tự nhiên, quy mô dân số của phường Hưng Lộc, xã Mỹ Thuận và xã Mỹ Lộc thành phường mới có tên gọi là phường Mỹ Lộc.